# Topsy

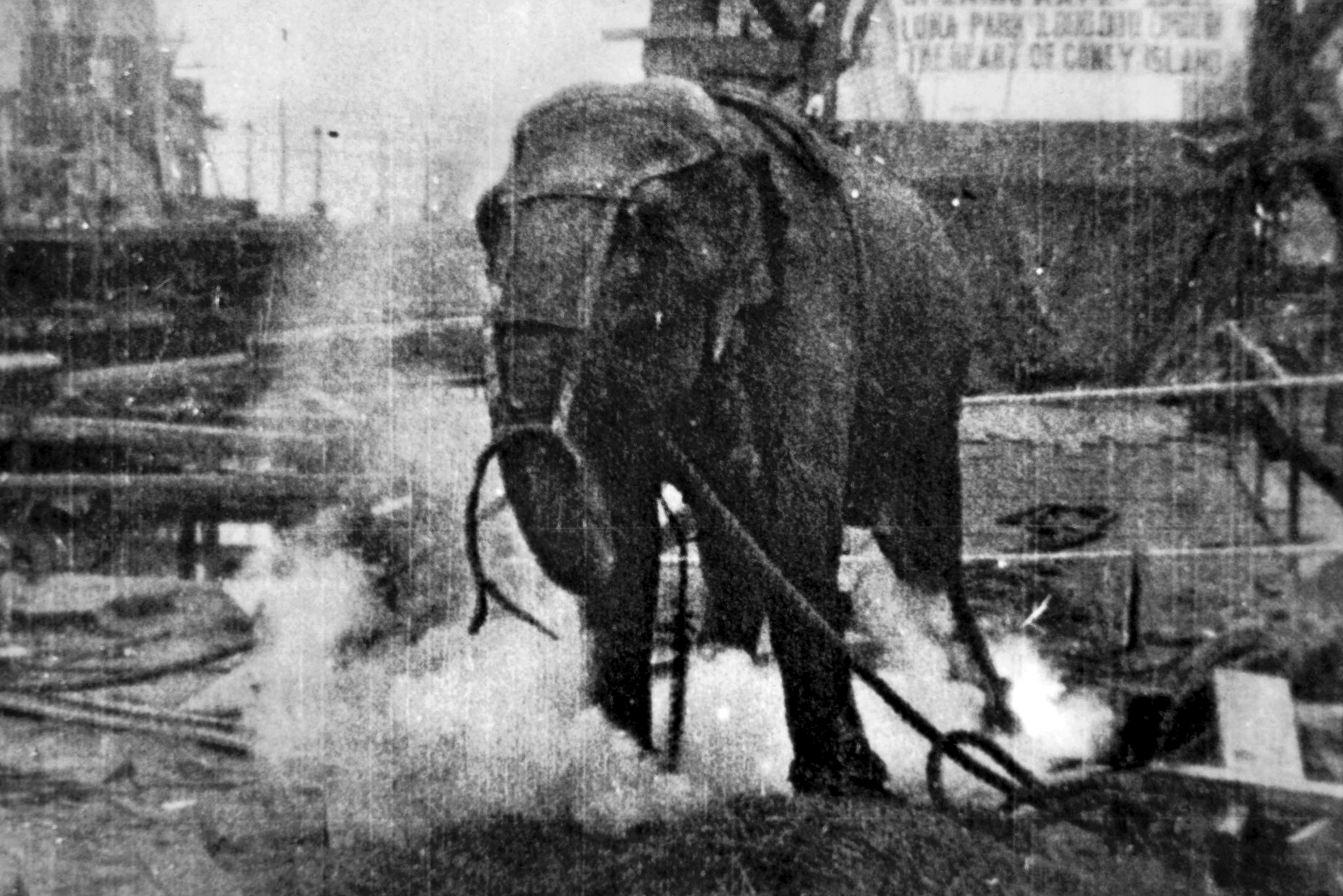
Topsy sendo eletrocutada por causa da Guerra de Correntes
filme abaixo

Topsy (c. 1875 – 4 de janeiro de 1903) foi uma elefanta asiática  de circo que foi morta eletrocutada, em um parque de diversões, em Coney Island, New York em janeiro de 1903.
Nascida no sudoeste asiático por volta de 1875, Topsy foi secretamente levada aos Estados Unidos logo após, e adicionada a manada de elefantes que atuavam no circo Forepaugh, que fraudulentamente anunciava ela como a primeira aliá nascida na América. Durante seus 25 anos no Forepaugh, Topsy ganhou a reputação de má elefanta e, após matar um espectador em 1902, foi vendida ao parque Sea Lion de Coney Island. Quando o Sea Lion foi alugado no final da temporada de 1902 e reconstruído como parque Luna, Topsy foi envolvida em diversos incidentes bem divulgados, atribuídos às ações tanto de seu tratador bêbado como aos novos donos do parque ávidos por publicidade, Frederick Thopmson e Elmer Dundy.
Seus planos de final de ano de enforcar Topsy no parque em um espetáculo público cobrando entrada foram impedidos pela American Society for the Prevention of Cruelty to Animals. O evento foi reduzido para apenas convidados e imprensa e Thompson e Dundy concordaram em usar um método mais seguro do que estrangular a elefanta com cordas largas amarradas a um guincho ligado a um motor a vapor, com veneno e eletrocussão planejadas por precaução. Em 4 de janeiro de 1903, em frente a uma pequena multidão de repórteres e convidados, Topsy foi alimentada com veneno, eletrocutada e estrangulada, sendo a eletrocussão que a matou. Entre a imprensa naquele dia, estava a equipe de filmagem da Edison Manufacturing que registrou o evento. Parte do seu filme da eletrocussão foi lançado em cinescópios operados por moeda, sob o título Electrocuting an Elephant.
A história de Topsy caiu na obscuridade pelos próximos 70 anos, mas tem se tornado mais célebre na cultura popular, em parte devido ao fato de que o filme do evento ainda existe. Na cultura popular a morte de Topsy por Thompson e Dundy trocou de atribuição, que reivindica que foi uma demonstração anti corrente alternada organizada por Thomas A. Edison durante a Guerra das Correntes. Historiadores apontam que Edison nunca esteve no parque Luna e a eletrocussão de Topsy aconteceu dez anos após a Guerra das Correntes.

## Vida
Topsy era uma elefanta domesticada do Forepaugh Circus de Coney Island. Sua origem é desconhecida. Matou três homens, incluindo um domador bêbado que lhe dava de comer cigarros acesos. Seus proprietários a consideraram um perigo e por isso decidiram matá-la.
Primeiro decidiram que fosse enforcada, porém a American Society for the Prevention of Cruelty to Animals protestou e se consideraram outras alternativas. Thomas Edison, que naquela época estava no meio de uma disputa com Nikola Tesla, discutindo acerca dos perigos da corrente alternada (CA ou AC - do inglês alternating current) e as vantagens da corrente continua (CC ou DC do inglês direct current) tratou de que fosse eletrocutada com corrente alternada, com o que conseguiria também provar os perigos desta, e convenceu a associação protetora de animais.

## Morte

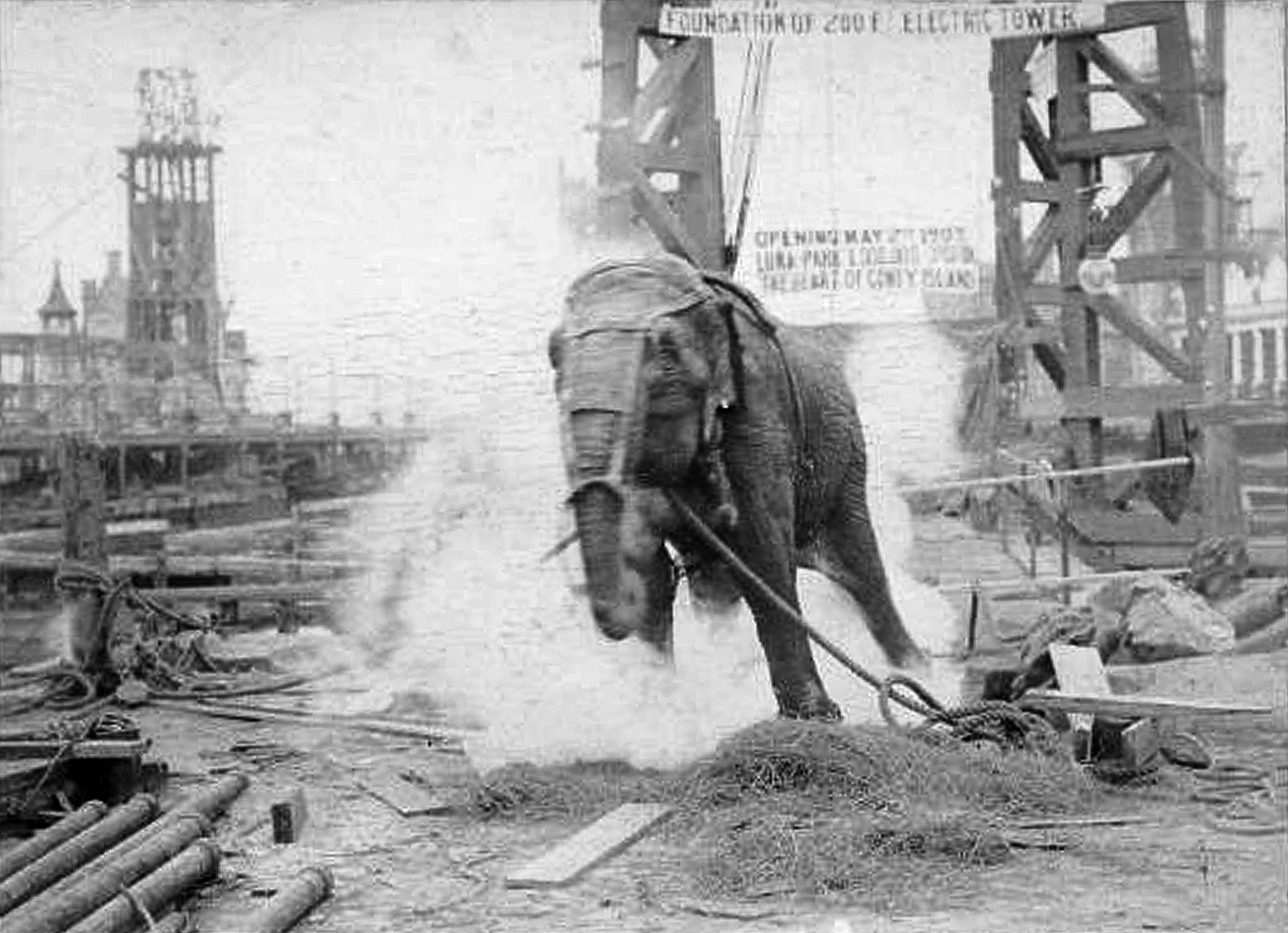
Electrocuting an Elephant, um filme de 1903 sobre a eletrocussão de Topsy, filmado pela Edison Manufacturing Co.

Antes de eletrocutar de Topsy, deram para ela comer cenouras recheadas com 460 gramas de cianureto de potássio. Na execução lhe aplicaram a corrente procedente de uma fonte de 6600 volts de corrente alternada, que a matou em menos de um minuto.
Em 20 de julho de 2003 se inaugurou um monumento em sua homenagem no Coney Island Museum.

### Filmagem
Entre a imprensa no dia em que Topsy foi morto estava uma equipe de filmagem da Edison Studios, dirigido por Edwin S. Porter ou Jacob Blair Smith. A equipe filmou um filme de 74 segundos sobre a eletrocussão de Topsy. Dentro de algumas semanas, foi adicionado aos filmes visíveis nos cinetoscópios Edison sob o título Electrocuting an Elephant. Este foi um dos muitos curtas-metragens "reais" rodados pela Edison Manufacturing Company a partir de 1897 em Coney Island, retratando passeios, cenas de banho, cavalos de mergulho e elefantes. A empresa Edison submeteu o filme à Biblioteca do Congresso como uma "impressão em papel" (um registro fotográfico de cada quadro do filme) para fins de direitos autorais. A inscrição pode ter guardado o filme para a posteridade, já que a maioria dos filmes e negativos desse período se deterioraram ou foram destruídos com o tempo.